# 十月社
十月社是中国历史上的一个托洛茨基主义组织。
十月社成立于1930年1月1日，由刘仁静、王凡西、宋逢春牵头组织。该组织的创始成员中有一些来自中国布尔什维克列宁主义反对派。由于刘仁静是中共一大代表，从苏联回国时特意去伊斯坦布尔参见了托洛茨基，以“我是天然的托派”、“中国托派的先知先觉”自居。该组织成立后不久，刘仁静被开除。
1931年5月1日－3日，十月社与中国布尔什维克列宁主义反对派、无产者社、战斗社等4个托派组织在上海召开了统一大会，合并为“中国共产党左派反对派”，陈独秀出任总书记。